# Еленка (приток Бобра)
Е́ленка — река в Толочинском районе Витебской области и Крупском районе Минской области Белоруссии. Левый приток реки Бобр.

## Гидрография
Река Еленка вытекает из озера Космачевское на территории Толочинского района Витебской области. Русло проходит по северо-восточной части Центральноберезинской равнины, через заболоченный смешанный лес. Впадает в реку Бобр (левый приток Березины). Устье располагается в 2 км к югу от деревни Новое Житьё Крупского района Минской области (ныне упразднённой), с левой стороны. Высота истока над уровнем моря составляет 193,3 м, высота устья — 159,5 м.
Длина реки составляет 38 км. Из них 5,5 км приходится только на Толочинский район, 28,5 км — только на Крупский район, 4 км — на границу между двумя районами. Площадь водосбора — 170 км². Средний наклон водной поверхности — 0,9 м/км.
Долина в верхнем и нижнем течении невыраженная, в среднем трапециевидная. Склоны пологие, песчаные и супесчаные, покрытые лесом. Пойма двусторонняя, местами заболоченная, поросшая кустарником. Русло в верховьях канализованное, на остальном протяжении меандрированное.
Среднегодовой расход воды в устье составляет 1,1 м³/с. 48 % стока приходится на весеннее половодье.